# Saint-Pierre-de-Lamy
Pour les articles homonymes, voir Saint-Pierre.
Saint-Pierre-de-Lamy est une municipalité dans la municipalité régionale de comté du Témiscouata  au Québec (Canada), située dans la région administrative du Bas-Saint-Laurent.

## Toponymie
La dénomination municipale, dont on a tiré le gentilé Saint-Pierrien, se veut un hommage au premier pionnier, Pierre Ouellet, qui quitte son village de Saint-Cyprien au début du siècle et entreprend le défrichement d'une terre dans le canton de Demers, fort de l'aide de ses douze fils. L'élément Lamy, dont on ignore véritablement l'origine, pourrait peut-être rappeler Étienne Lamy (1845-1919), secrétaire perpétuel de l'Académie française et délégué au 1er Congrès de la langue française au Canada, tenu à Québec en 1912. Peut-être s'agit-il plutôt d'une ancienne famille Lamy s'étant établie à Verchères sous le Régime français. En outre, des personnes de ce nom ont vécu dans les régions de Montréal, de Sorel et de Bellechasse au XVIIIe siècle.

## Histoire
Ce territoire a été ouvert à la colonisation en 1905, mais a connu des débuts fort lents, de telle sorte que le véritable élan de développement ne surviendra qu'en 1936. Une desserte religieuse a été établie en ces lieux à compter de 1949. La paroisse de Saint-Pierre-de-Lamy, érigée canoniquement en 1964, ne se verra reconnaître l'existence civile qu'en 1977, année de la création de la municipalité. Jusqu'en 1984, date de l'élection du premier conseil municipal, la municipalité est gérée par un administrateur désigné par le gouvernement. Saint-Pierre-de-Lamy est l'une des localités organisatrices du Ve Congrès mondial acadien en 2014.

## Géographie

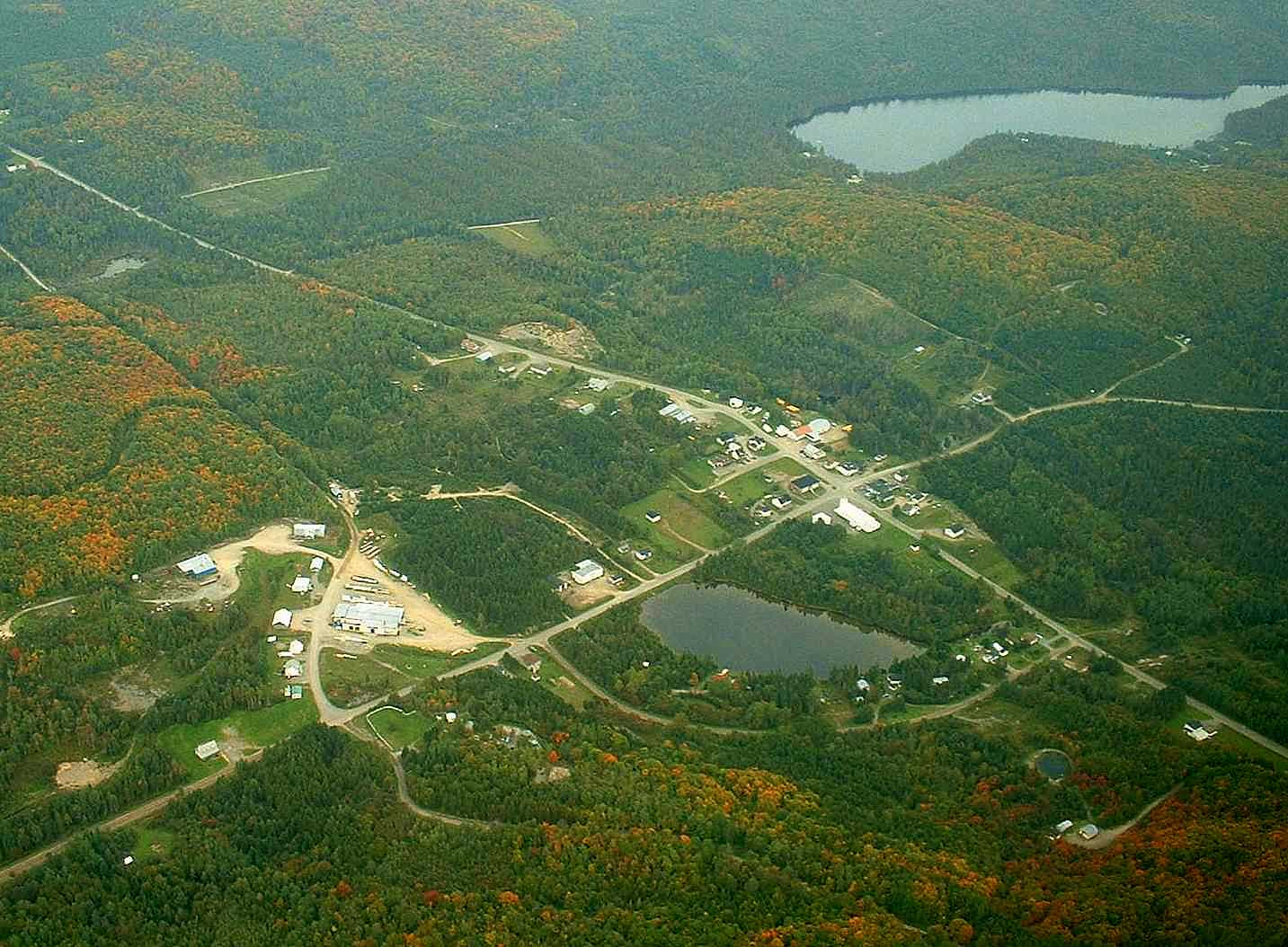
Vue aérienne du village

À partir de son crénon, au nord-est du village, la rivière Plate coule vers le nord-est.
À partir du lac Sload, dans le sud de la municipalité, la rivière Caldwell, un affluent du lac Témiscouata, y coule vers l'est.
La rivière Savane y coule vers le nord jusqu'à sa confluence avec la rivière Caldwell.
La rivière Lachaine serpente à travers la limite ouest à plusieurs reprises vers le sud-est puis coule vers l'est jusqu'à son embouchure au lac Sload.

## Démographie

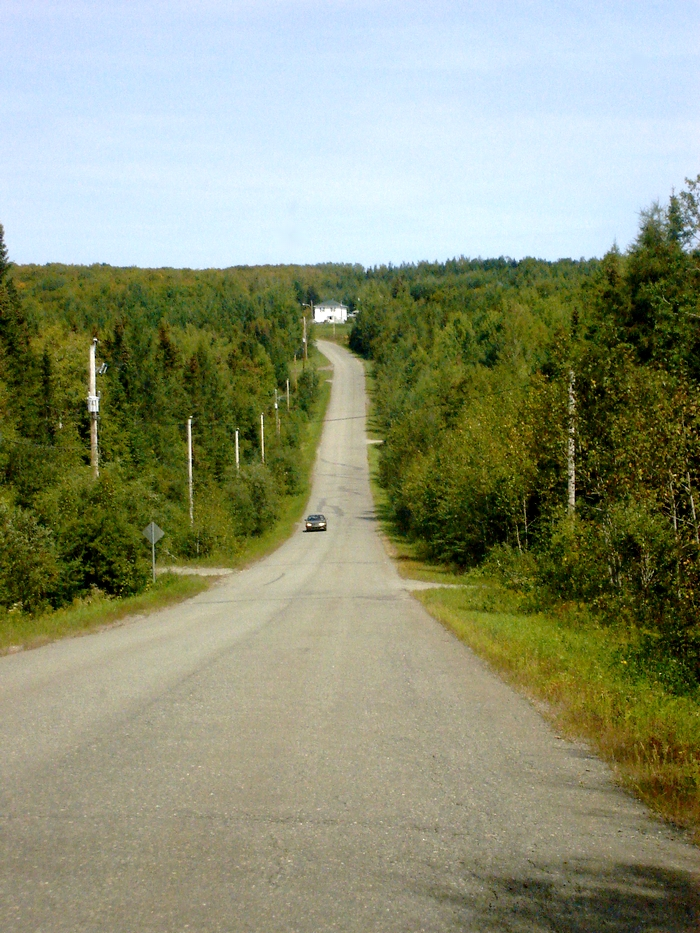
Route à Saint-Pierre-de-Lamy

| 1996 | 2001 | 2006 | 2011 | 2016 | 2021 |
| ---- | ---- | ---- | ---- | ---- | ---- |
| 138  | 126  | 123  | 112  | 117  | 122  |

## Administration
Les élections municipales se font en bloc pour le maire et les six conseillers.
| Saint-Pierre-de-Lamy Maires depuis 2001                                                                              |                       |                               |          |
| Élection | Maire                 | Qualité                       | Résultat |
| 2001 | Bernard Ouellet       |                               | Voir     |
| 2005 | Gaston Caron          |                               | Voir     |
| 2009 | Gaston Caron          | Voir                          |          |
| 2013 | Gaston Caron          | Voir                          |          |
| 2015 | Jean-Pierre Ouellet   |                               | Voir     |
| 2017 | Jean-Pierre Ouellet   | Voir                          |          |
| 2021 | Jean-Pierre Ouellet   | Voir                          |          |
| janv. 2022 | Carlo Ouellet         | Pro-maire                     | Voir     |
| janv. 2022 | Paul-Antoine Loranger | Pro-maire                     | Voir     |
| fév. 2022 | Julie Gagnon          | Ancienne conseillère (10 ans) | Voir     |
| avr. 2022 | Francine Dubé         | Pro-mairesse (avr.-oct. 2022) | Voir     |
| Élection partielle en italique Depuis 2005, les élections sont simultanées dans toutes les municipalités québécoises |                       |                               |          |

## Activité et attraits
Saint-Pierre-de-Lamy est parsemée de lacs où plusieurs activités sont accessibles, comme la pêche, la chasse et la baignade.
Voici quelques-uns des lacs qui se retrouvent à Saint-Pierre-de-Lamy :
- Lac Sload
- Lac Rond
- Lac Fin
- Lac à garçon
- Lac Mclead